# Donji Vukšići
Donji Vukšići su naselje u Hrvatskoj u sastavu Grada Vrbovskog. Nalaze se u Primorsko-goranskoj županiji.

## Zemljopis
Sjeverno su Matići i Donji Vučkovići, sjeverozapadno su Petrovići, sjeveroistočno su Carevići, Moravice i Žakule, istočno su Gornji Vukšići, južno-jugoistočno su Tići.

## Stanovništvo
| broj stanovnika | 23    | 31    | 28    | 54    | 52    | 55    | 53    | 53    | 11    | 10    | 17    | 11    | 9     | 13    | 12    | 13    | 7     |
|                 | 1857. | 1869. | 1880. | 1890. | 1900. | 1910. | 1921. | 1931. | 1948. | 1953. | 1961. | 1971. | 1981. | 1991. | 2001. | 2011. | 2021. |